# Jambe-de-Bois
Jambe-de-Bois is een Belgisch bier. Het wordt gebrouwen door Brasserie de la Senne  (“De Zenne Brouwerij”) te Brussel.

## Achtergrond
"Jambe-de-Bois" of "houten been" verwijst naar de Belgische soldaat Jean-Joseph Charlier. Hij vocht mee in het leger van Napoleon en verloor daarbij een been. Met een houten been vocht hij in 1830 als kanonnier tijdens de Belgische Revolutie mee tegen Nederland. Op het etiket van Jambe-de-Bois staat iemand met een houten been die op een kanon zit tijdens een gevecht. Het etiket vermeldde oorspronkelijk: "Geen Nederlander werd gewond bij het maken van dit bier!" Anno 2014 staat dit er niet meer op. Het onderschrift van de biernaam luidt: "Belgian Revolution Triple".

## Het bier
Jambe-de-Bois is een koperblonde tripel met een alcoholpercentage van 8%. Volgens het etiket heeft een stamwortgehalte van 18,30° Plato, wat een verwijzing is naar het jaartal 1830.